# Gotlieb
Gotlib ist ein Familienname. Zu Herkunft und Bedeutung siehe Gottlieb.

## Namensträger
- Calvin Gotlieb (1921–2016), kanadischer Informatiker
- Marcel Gotlieb (Gotlib; 1934–2016), französischer Comiczeichner
- Matheus Haihambo Gotlieb (* 1984), namibischer Fußballschiedsrichter
- Phyllis Gotlieb (1926–2009), kanadische Schriftstellerin
- Shelly Gotlieb (* 1980), neuseeländische Snowboarderin